# Tambomachay

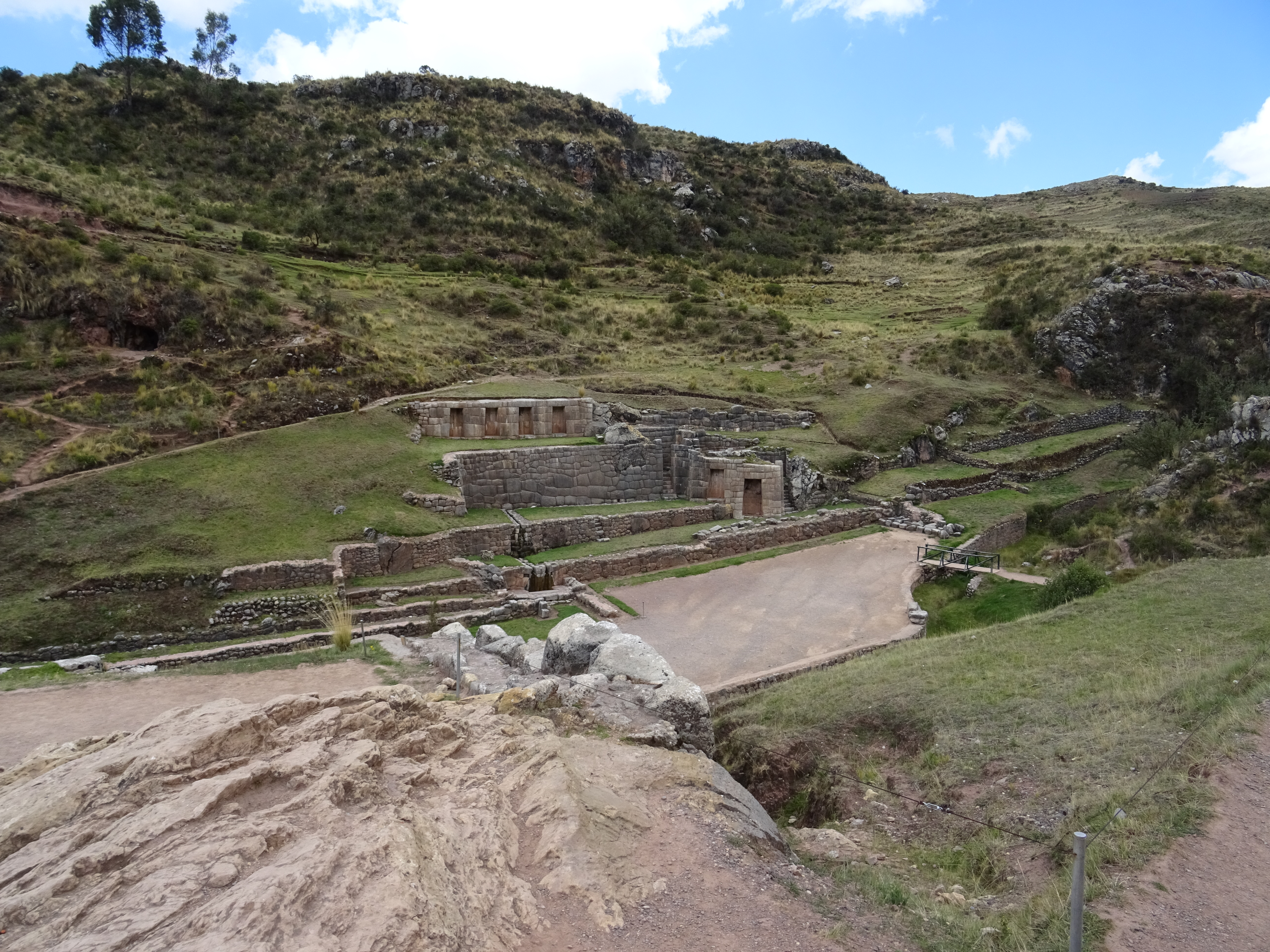
Gesamtansicht (2017)

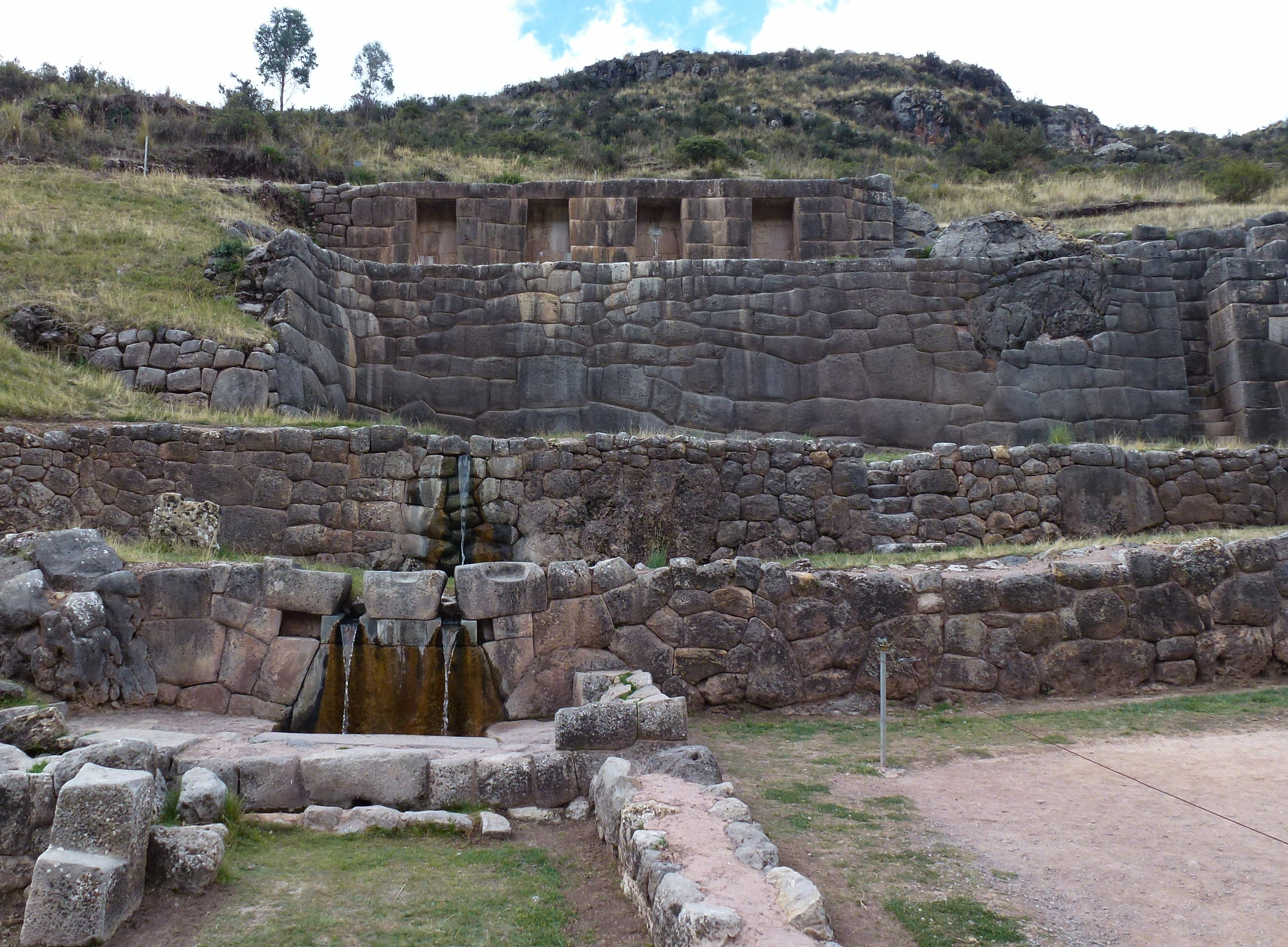
Wasserheiligtum

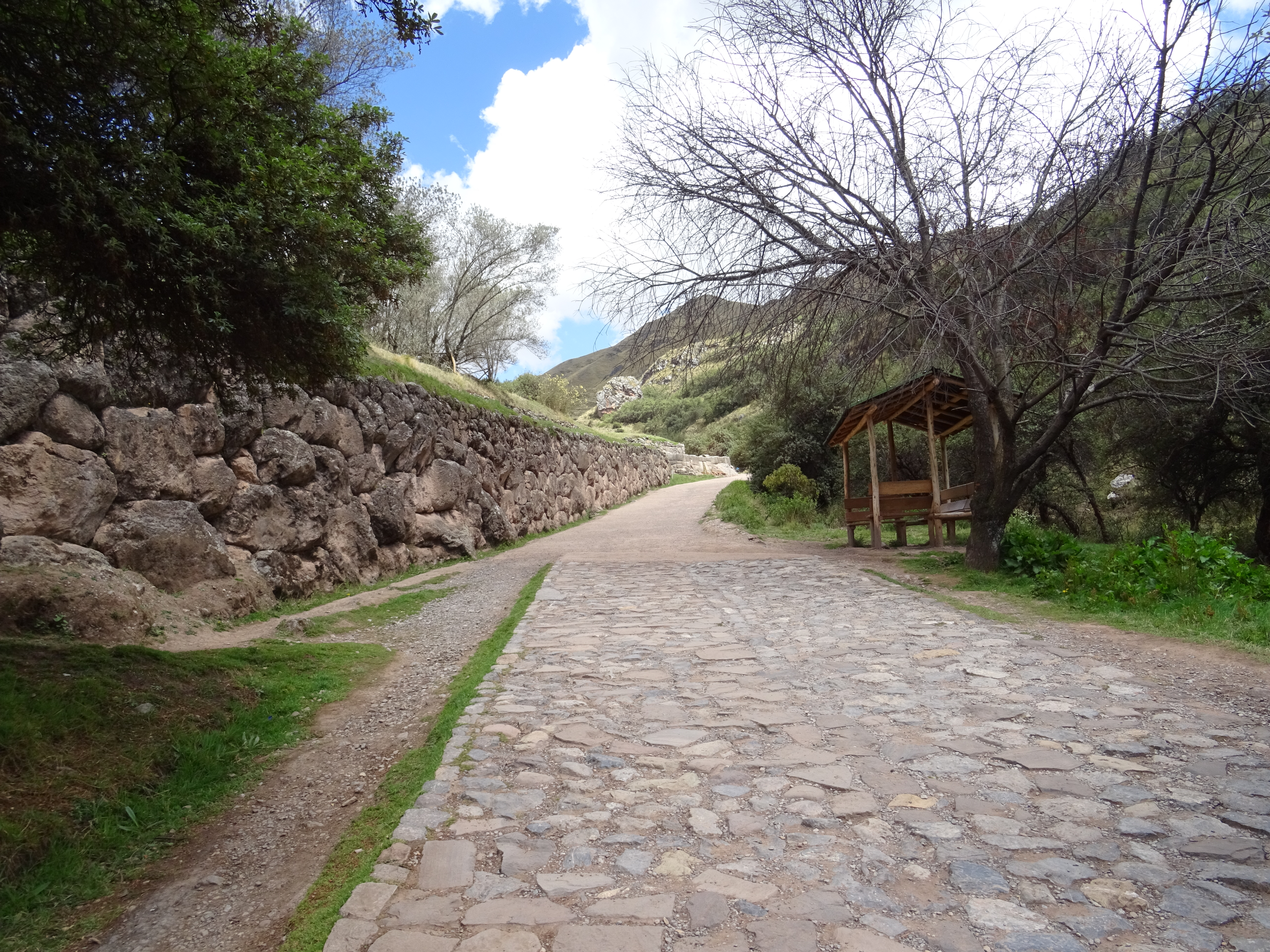
Zugangsstraße

Tambomachay (Bad des Inka) ist ein Wasserheiligtum etwa 8 Kilometer nördlich von Cuzco in Peru. Die auf einer Höhe von 3700 m liegende ehemalige Tempelanlage war in der Inka-Zeit ein bedeutender Kultort des Wassers, der von einer unterirdischen Quelle unbekannter Herkunft gespeist wird. Das Wasser speist heilige Brunnen und ergießt sich in Kanälen über vier terrassenförmige Ebenen. Dafür wurde der natürliche Felsen behauen und künstliches Mauerwerk eingearbeitet. Erhalten sind mehrere trapezförmige Nischen im Mauerwerk sowie Wasserrinnen und Wasserbecken.
Der Ort wird oft als Baño del Inka (Bad des Inka) bezeichnet, obwohl nicht sicher ist, ob hier jemals Inka gebadet haben. Als wahrscheinlicher gilt, dass die Inka das Wasser der heiligen Quelle als Weihwasser nutzten, um bei Sonnenaufgang Wasserzeremonien zu vollziehen. Zudem sollte das Wasser ewige Jugend, Schönheit und Fruchtbarkeit bringen. Die Wirkung sollte in der Verbindung des Wassers mit der Milch der Erdgöttin Pachamama begründet liegen.
Vermutlich diente die Anlage mehreren Zwecken: Neben einer Nutzung als Wasserheiligtum soll sie als Erholungs- und Jagdgebiet für den Inka sowie als Teil der Verteidigungsanlagen um Cuzco gedient haben.
Die Tempelanlage ist touristisch gut erschlossen und kann gegen Entgelt von einem an der Straße 28B gelegenen Parkplatz besichtigt werden. In unmittelbarer Nähe auf der anderen Seite der 28B befindet sich die Ruine der kleinen Inkafestung Puka Pukara.
Ein Bauerndorf in etwa 10 km Entfernung trägt ebenfalls den Namen Tambomachay.

## Mythologie
Eine Quechua-Legende besagt über die Wirkung der drei kleinen Wasserläufe: Trinkt man von dem Wasserlauf rechts unten, so soll man davon jünger werden, trinkt man vom Wasserlauf links unten, so wird man Zwillinge bekommen, und der obere Wasserlauf soll eine segnende Wirkung haben.